# Cololejeunea ceylanica
Cololejeunea ceylanica là một loài Rêu trong họ Lejeuneaceae. Loài này được Onr. mô tả khoa học đầu tiên năm 1979.